# Kalimanți, Varna
Kalimanți (în bulgară Калиманци) este un sat în comuna Suvorovo, regiunea Varna,  Bulgaria. 

## Demografie
Componența etnică a satului Kalimanți
     Bulgari (86,58%)
     Nicio identificare (13,41%)
     Altele (0%)
La recensământul din 2011, populația satului Kalimanți era de 231 locuitori. Din punct de vedere etnic, majoritatea locuitorilor (86,58%) erau bulgari. Pentru 13,41% din locuitori nu este cunoscută apartenența etnică.